# Арискан
Сільське поселення (сумон) Арискан (рос. Арыскан) входить до складу Улуг-Хемського кожууна Республіки Тива Російської Федерації.Адміністративний центр село Арискан. Відстань до м. Шагонар 21 км, до Кизила — 125 км, до Москви — 3852 км.

## Населення
Населення сумона станом на 1 січня року
| Рік    | 2011 | 2012 | 2013 | 2014 | 2015 |
| ------ | ---- | ---- | ---- | ---- | ---- |
| Насел. | 627  | 628  | 619  | 627  | 619  |